# Середньомонгольська мова
Середньомонгольська мова була монгольським койне, яким розмовляли в Монгольській імперії. Вона походить з рідного регіону Чингісхана на північному сході Монголії і розпалася на кілька монгольських мов після краху імперії. У порівнянні з сучасною монгольською мовою відомо, що в ній не було довгих голосних, інша гармонія голосних і дієслівні системи, а також трохи інша система відмінків.

## Визначення та історичні попередники
Середньомонгольська мова дуже нагадує прамонгольську, реконструйованого спільного предка сучасних монгольських мов, Датується часом після об’єднання Чингісханом ряду племен під його командуванням і створення Хамаг Монголу.
Термін «середньомонгольська» є дещо оманливим, оскільки це найдавніший безпосередньо засвідчений (на противагу реконструйованому) предок сучасної монгольської мови. Відповідно до звичайних мовознавчих конвенцій, його можна було б назвати «давньомонгольським» (аналогічно до розмежування між давньокитайською та середньокитайською мовами). Хоча існування більш ранньої («давньої») монгольської племінної федерації у 12 столітті є історичним фактом, мовних матеріалів з цього періоду не збереглося.
За даними Вовіна (2019), мова жужанів Жужанського каганату була монгольською мовою і близькою, але не ідентичною середньомонгольській.
Юха Янхунен (2006) класифікував киданську мову як частину «парамонгольської» сім'ї, тобто вона є сестринською групою монгольських мов, а не прямим нащадком прамонгольської. Олександр Вовін також виявив кілька можливих запозичень з корейських мов у киданській мові. Крім того, він ідентифікував вимерлу мову туйюхун як ще одну парамонгольську мову.